# Iolana gigantea
Iolana gigantea is een vlinder uit de familie van de Lycaenidae. De wetenschappelijke naam van de soort is voor het eerst geldig gepubliceerd in 1885 door Grum-Grshimailo. De soort komt voor in Afghanistan en Pakistan.

## Synoniemen
- Lycaena iphicles Staudinger, 1886